# Adrien de Boucherville
Pour les articles homonymes, voir Boucherville (homonymie).
 (mai 2018).
Si vous disposez d'ouvrages ou d'articles de référence ou si vous connaissez des sites web de qualité traitant du thème abordé ici, merci de compléter l'article en donnant les références utiles à sa vérifiabilité et en les liant à la section « Notes et références ».
Adrien de Boucherville, né le 10 février 1829 à Acqueville et mort le 5 décembre 1883 à Paris, est un peintre français.

## Biographie

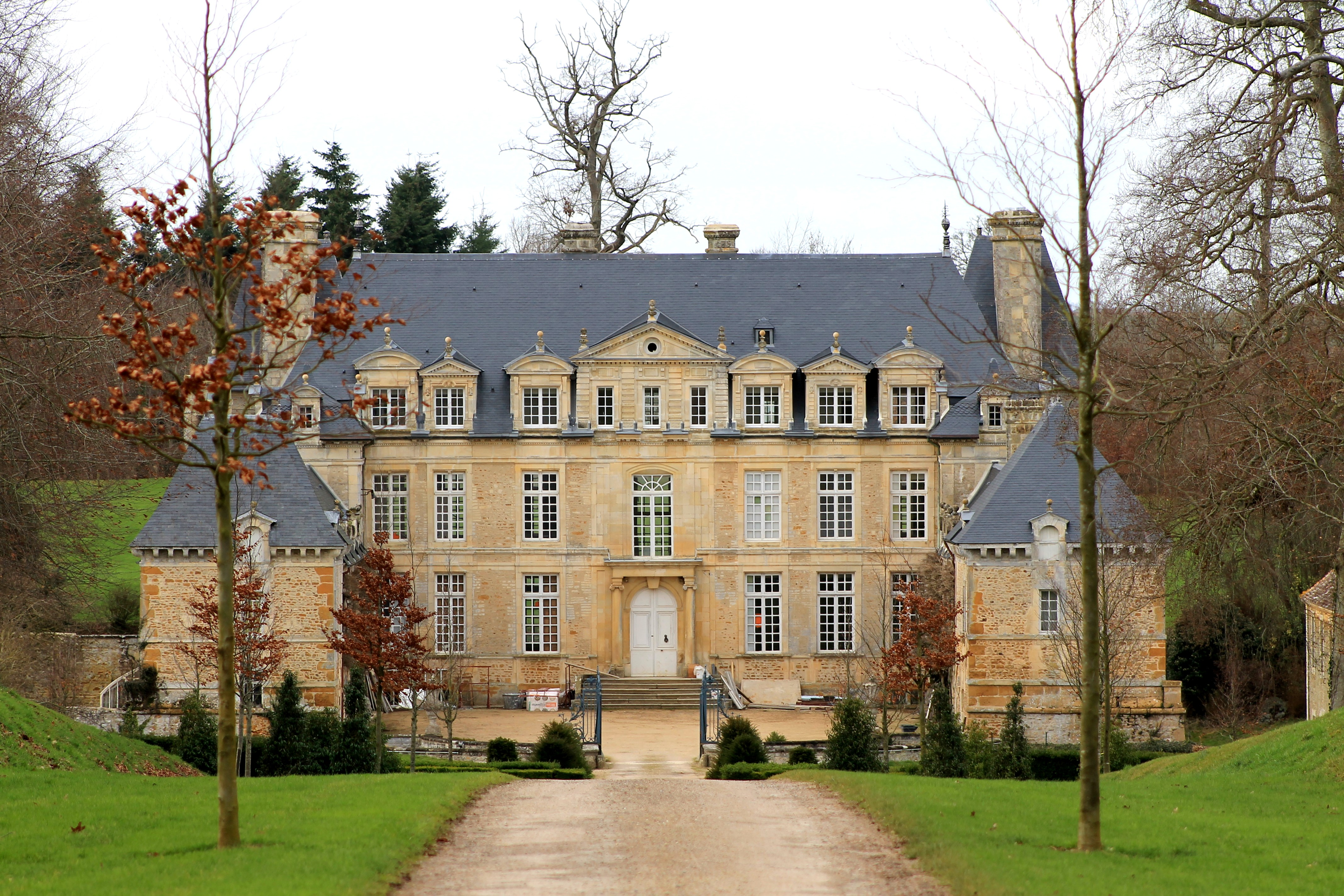
Le château de la Motte d'Acqueville où naquit Adrien de Boucherville.

Adrien de Boucherville est un descendant de Pierre Boucher, explorateur. Il est également apparenté à Sainte Marguerite d'Youville sans en être directement descendant. Il est le grand oncle du peintre Robert Dugas-Vialis.
Adrien de Boucherville est né au château de la Motte d'Acqueville (Calvados) le 10 février 1829. Il est le fils de Nathalie Louise de Folleville et de Louis Ferdinand de Boucherville. Il a une sœur aînée, Amélie, née en 1827 et un frère cadet, Albert, né en 1831.
En 1849, il est reçu à l'École militaire de Saint-Cyr d'où il sortit en 1851, pour mieux se consacrer à sa famille et à son art. Le 3 mars 1859, il se marie avec Henriette-Lucile Frèrejean, fille de Louis et Marie-Lucie Champanat de Sorjas. De cette union, naîtront cinq enfants : Joseph (1859-1927), Henri (1861-1930, Albert (1862-1919), Maurice (1864-1891) et Madeleine (1867-1955), la seule qui assurera une postérité en se mariant avec Pierre-Georges Aubineau.
Boucherville se spécialise dans les scènes de genres anecdotiques dix-huitiémistes dépeignant des intérieurs bourgeois ou aristocratiques, scènes alors en vogue et non dénuées de mièvrerie. Il présente quelques-unes de ses œuvres dans divers salons et expositions parisiennes, notamment "La Vendange" au Salon de 1866, puis "Le dernier-né" et "Passe-temps" au Salon de 1879 au Palais des Champs-Élysées. Au salon de 1878, du musée de la ville de Pau, il présente "Gourmets" et "Dans les bois". Il participe à pas moins de 16 expositions au musée des Beaux-Arts de Lyon de 1864 à 1882. Il envoya beaucoup de ses œuvres à diverses expositions en Amérique.
Adrien de Boucherville meurt le 5 décembre 1883, dans son hôtel particulier du 16, rue de Boulogne (aujourd'hui rue Ballu) à Paris. Il repose dans le vieux cimetière de Saint-Maurice-l'Exil dans l'Isère.

## Œuvres

### Galerie

Œuvres attribuées à Adrien de Boucherville, localisation inconnue
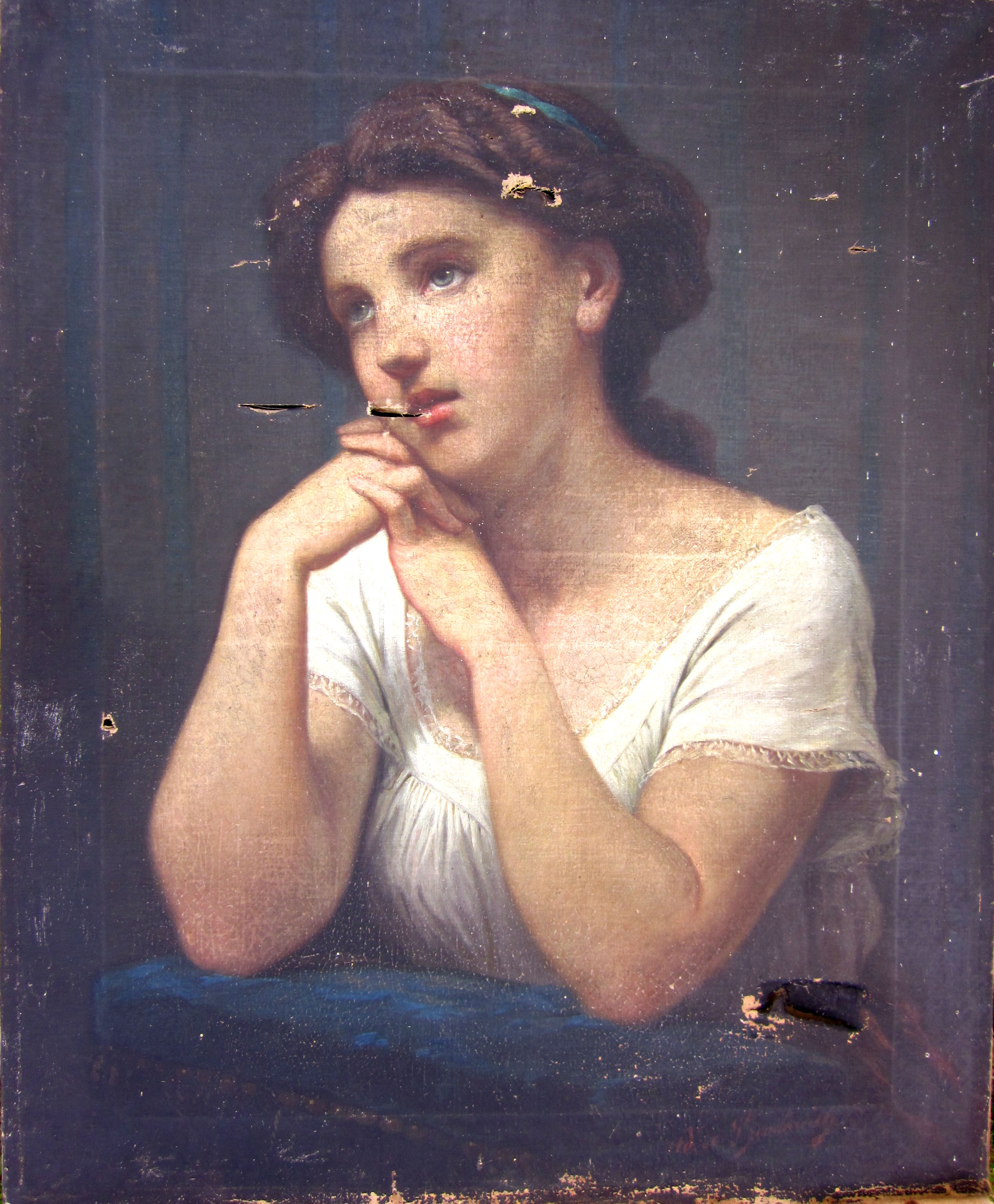
La Prière (1867)
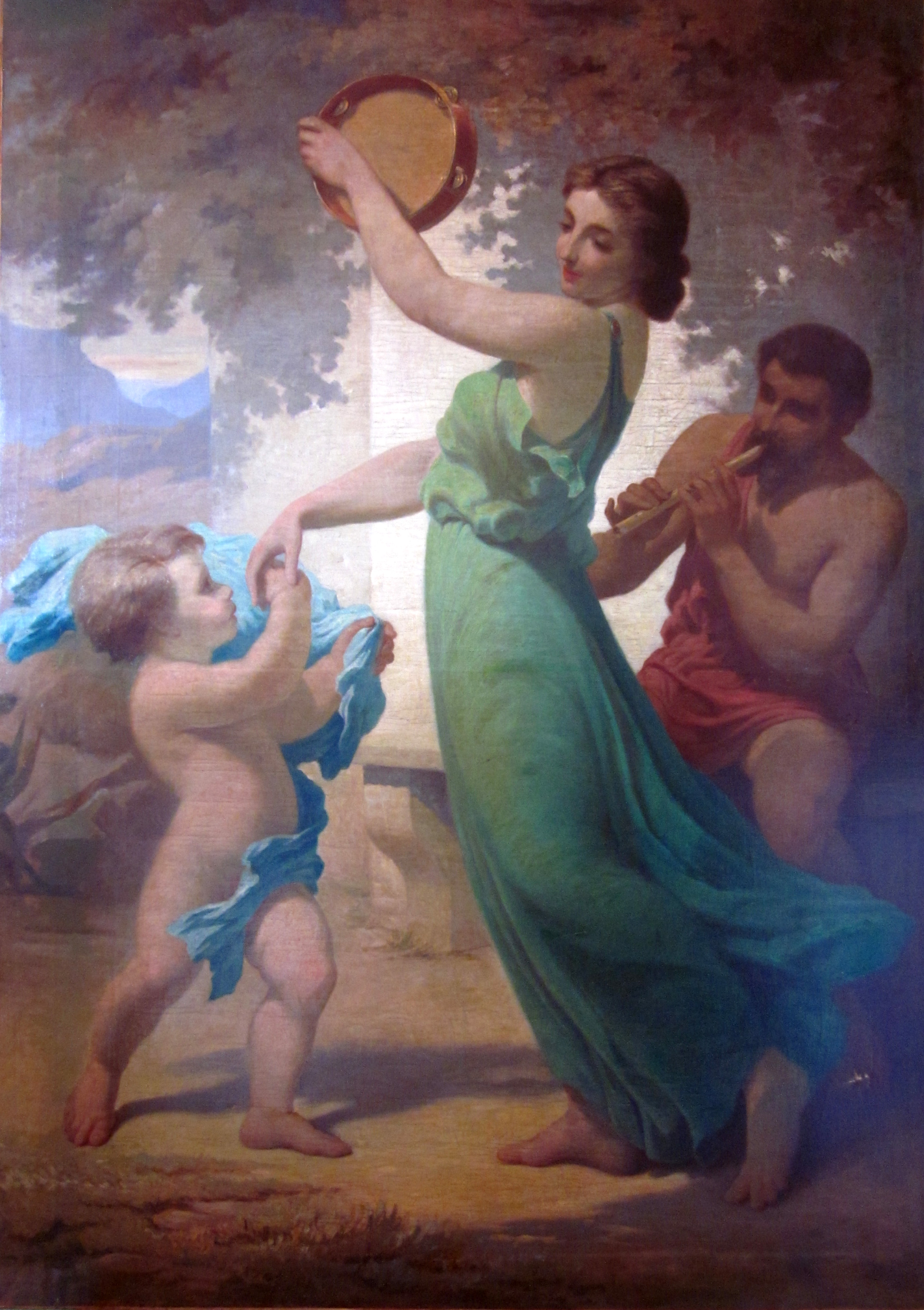
La Femme qui danse
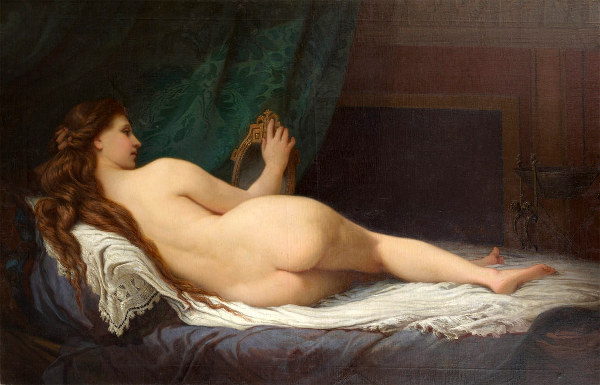
Nu couché de dos
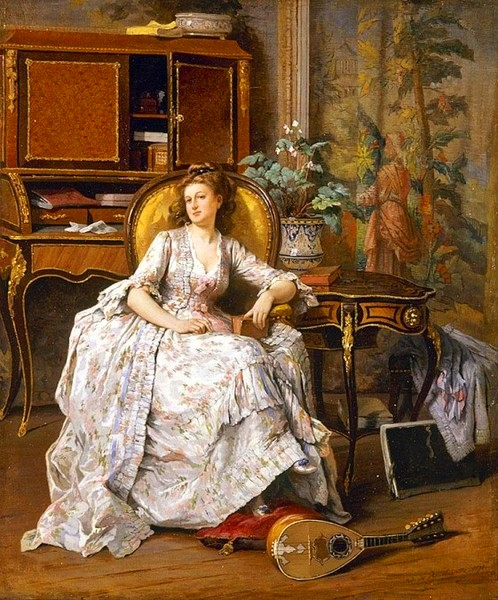
Rêverie (1871)
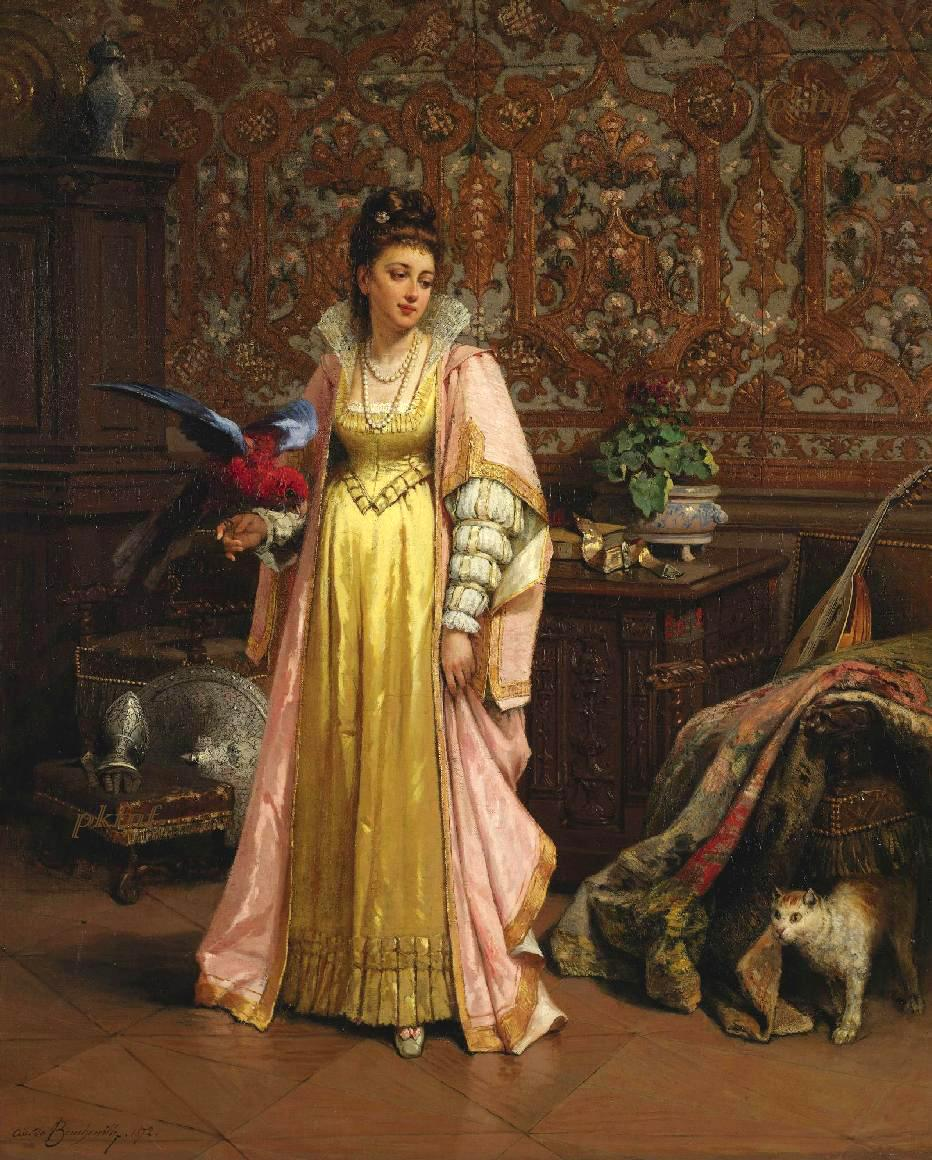
Son perroquet chéri (1872)
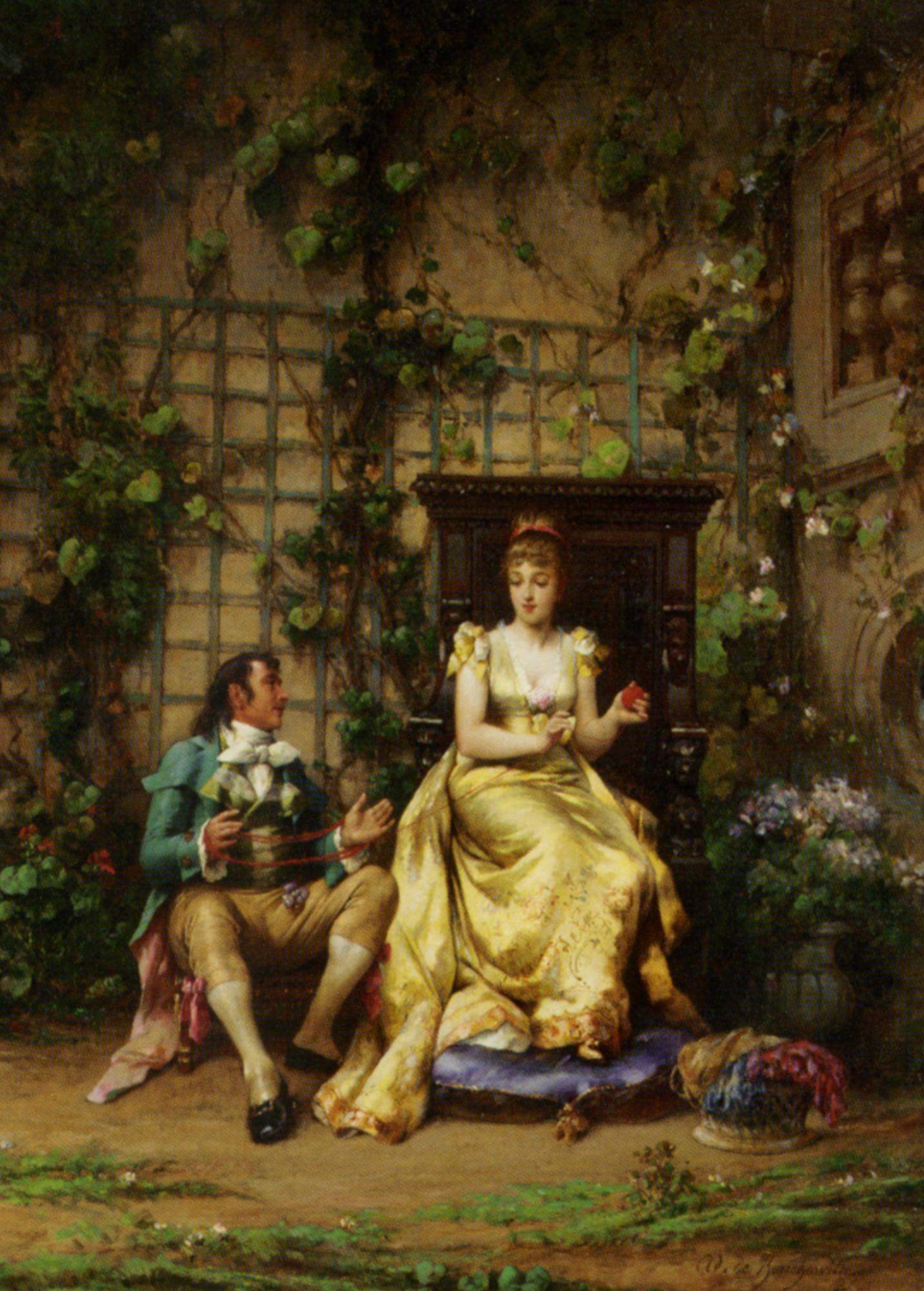
L'Amant
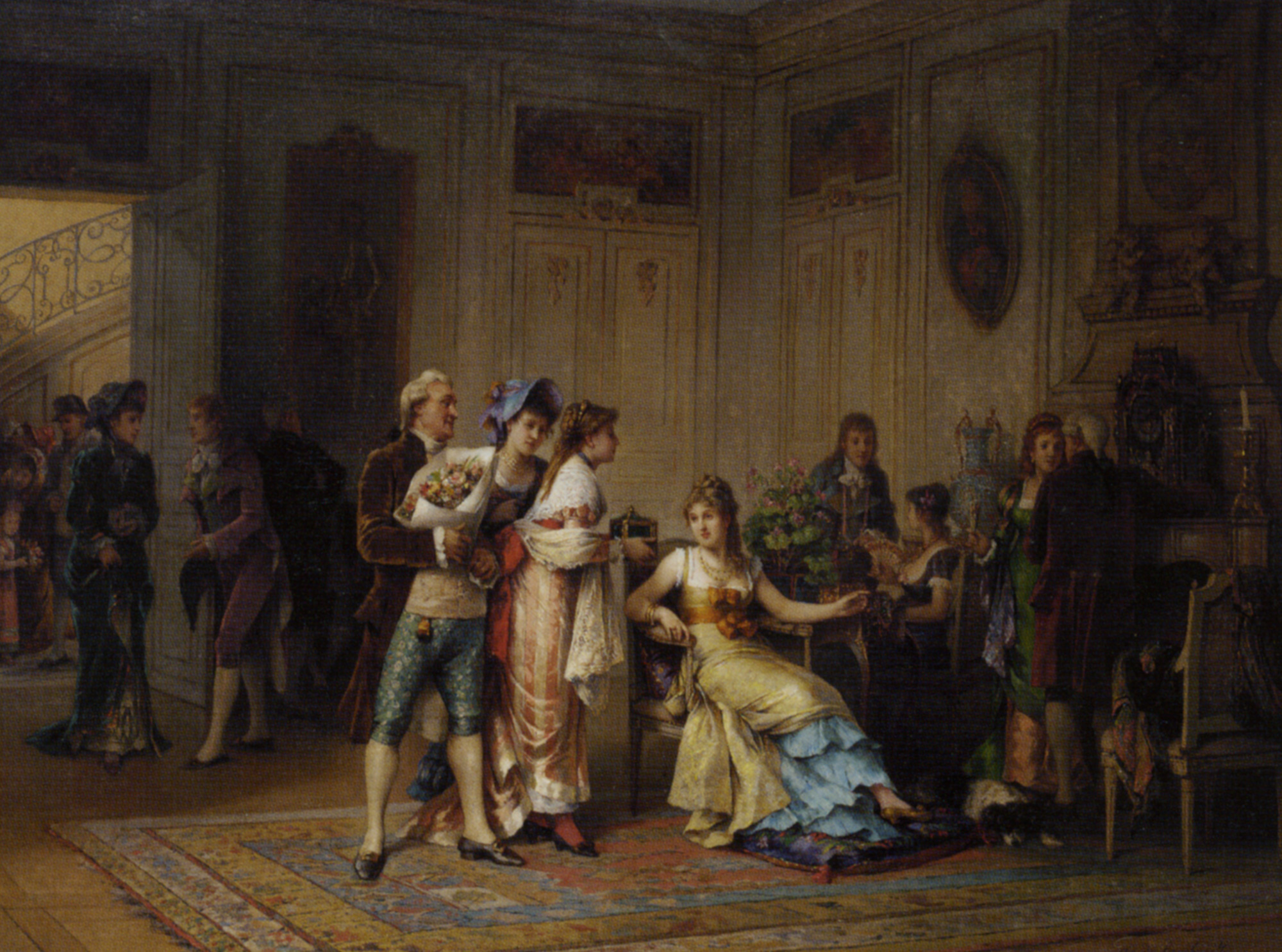
Un cadeau pour la châtelaine
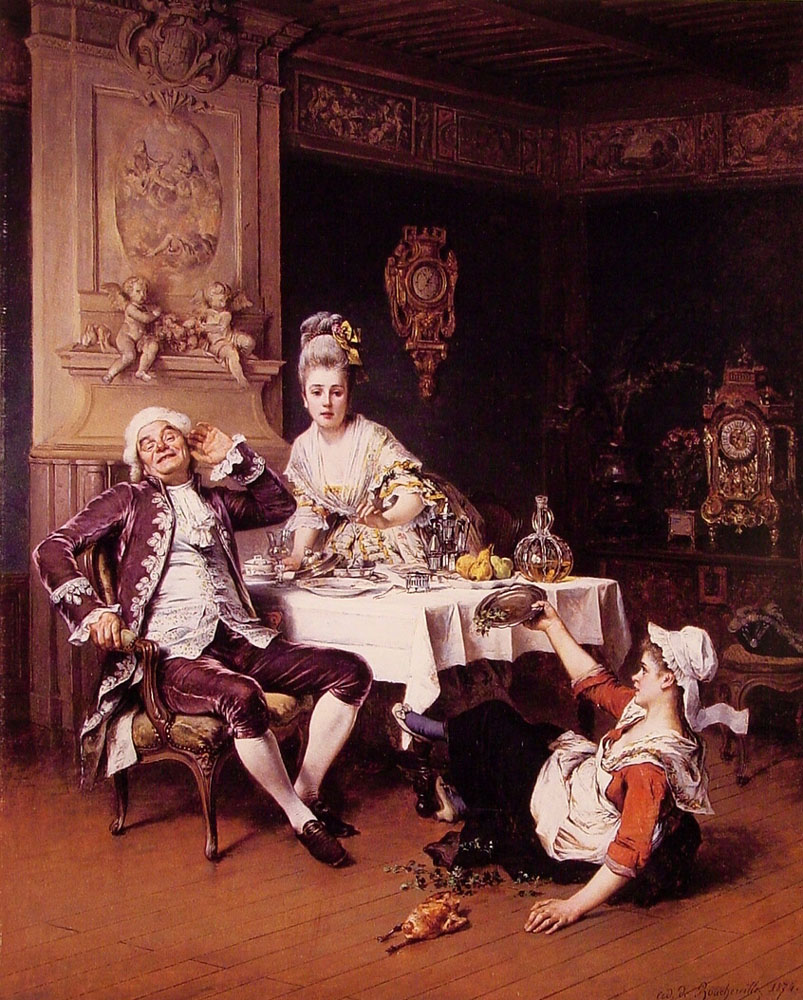
La Chute
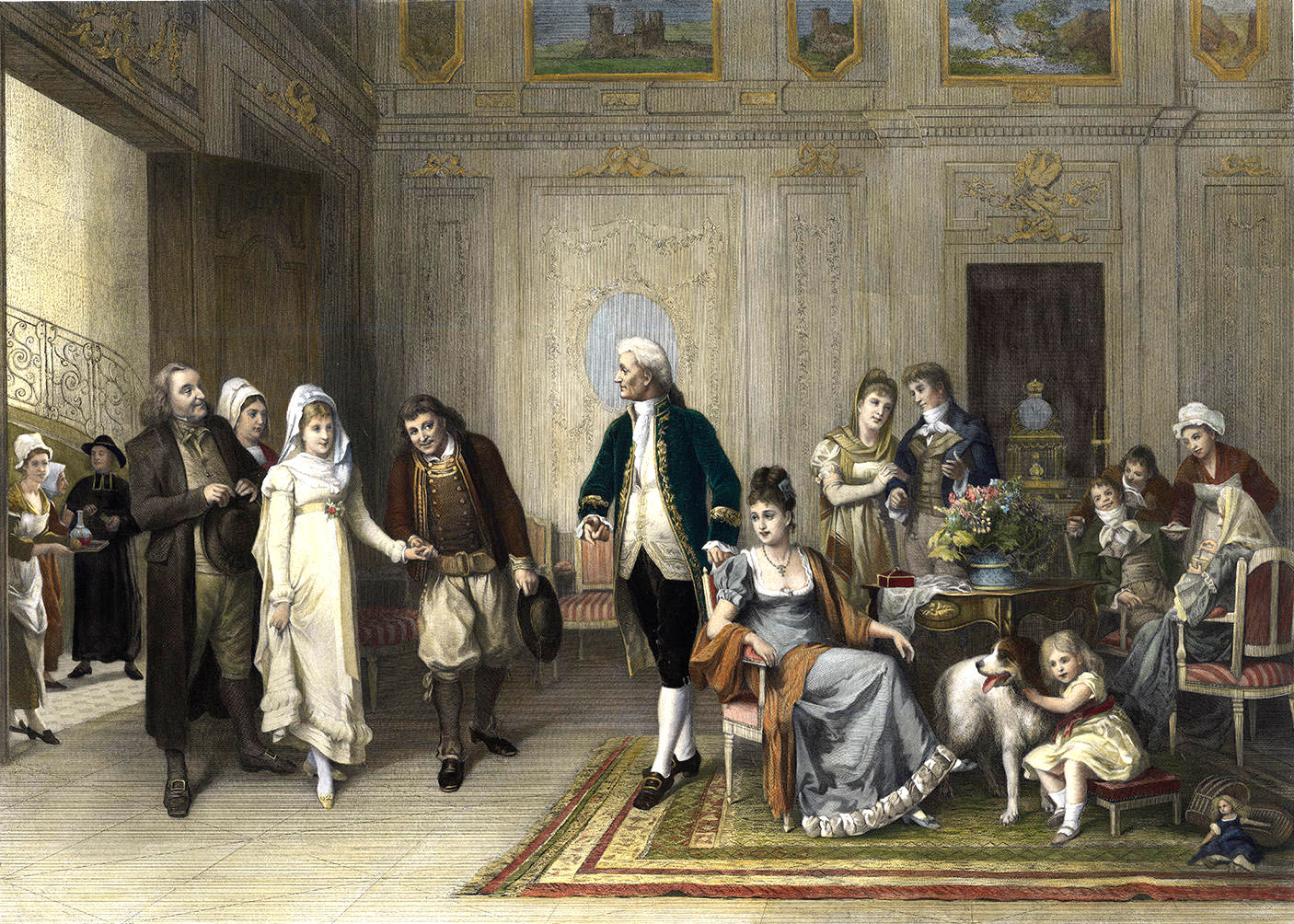
Présentation de la mariée (1875)
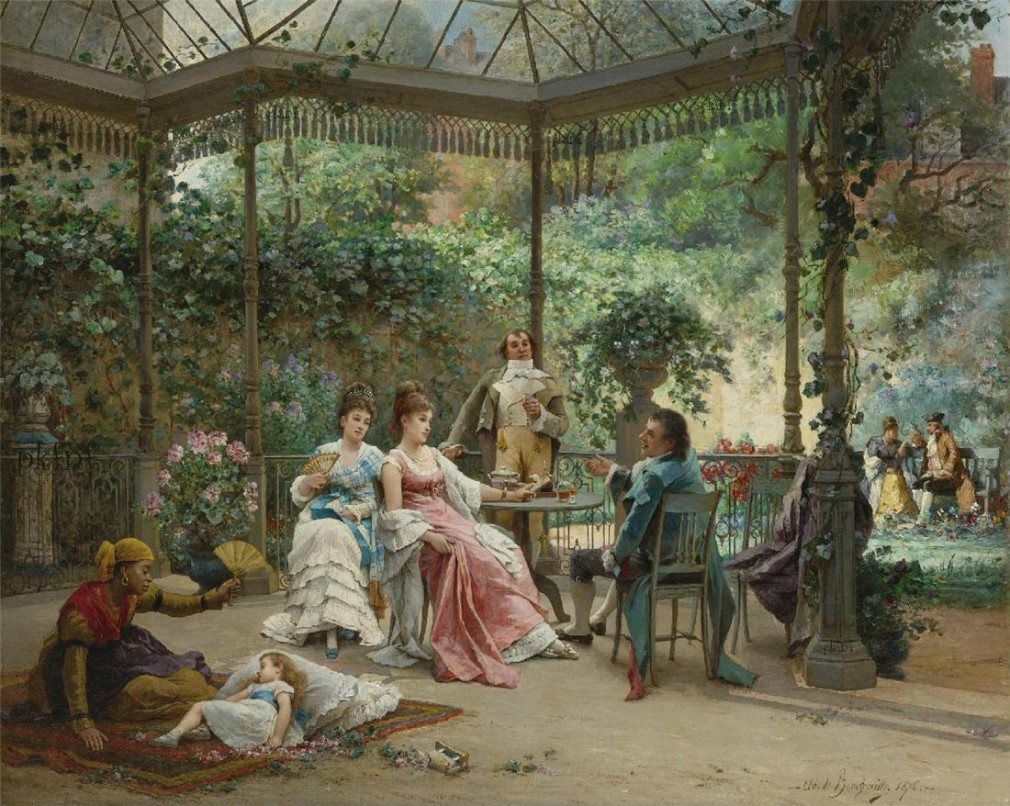
The Garden Party (1876)
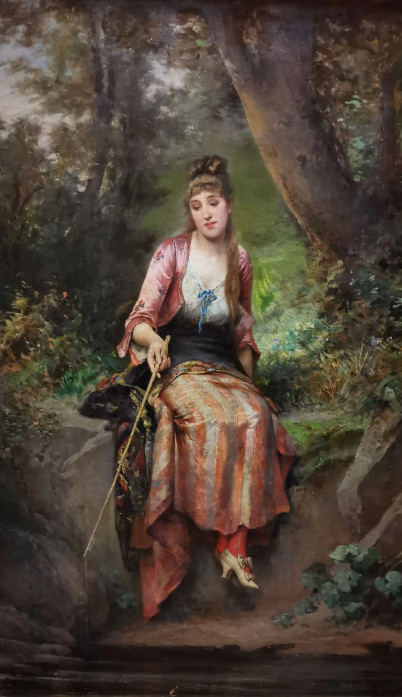
Jeune élégante assise sur un rocher
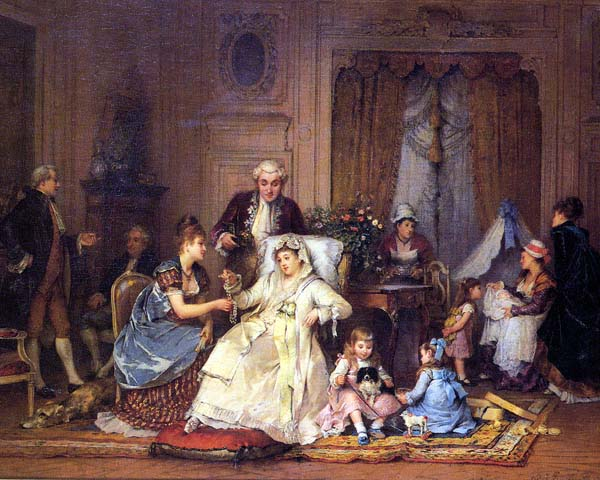
Le nouveau-né (1880)
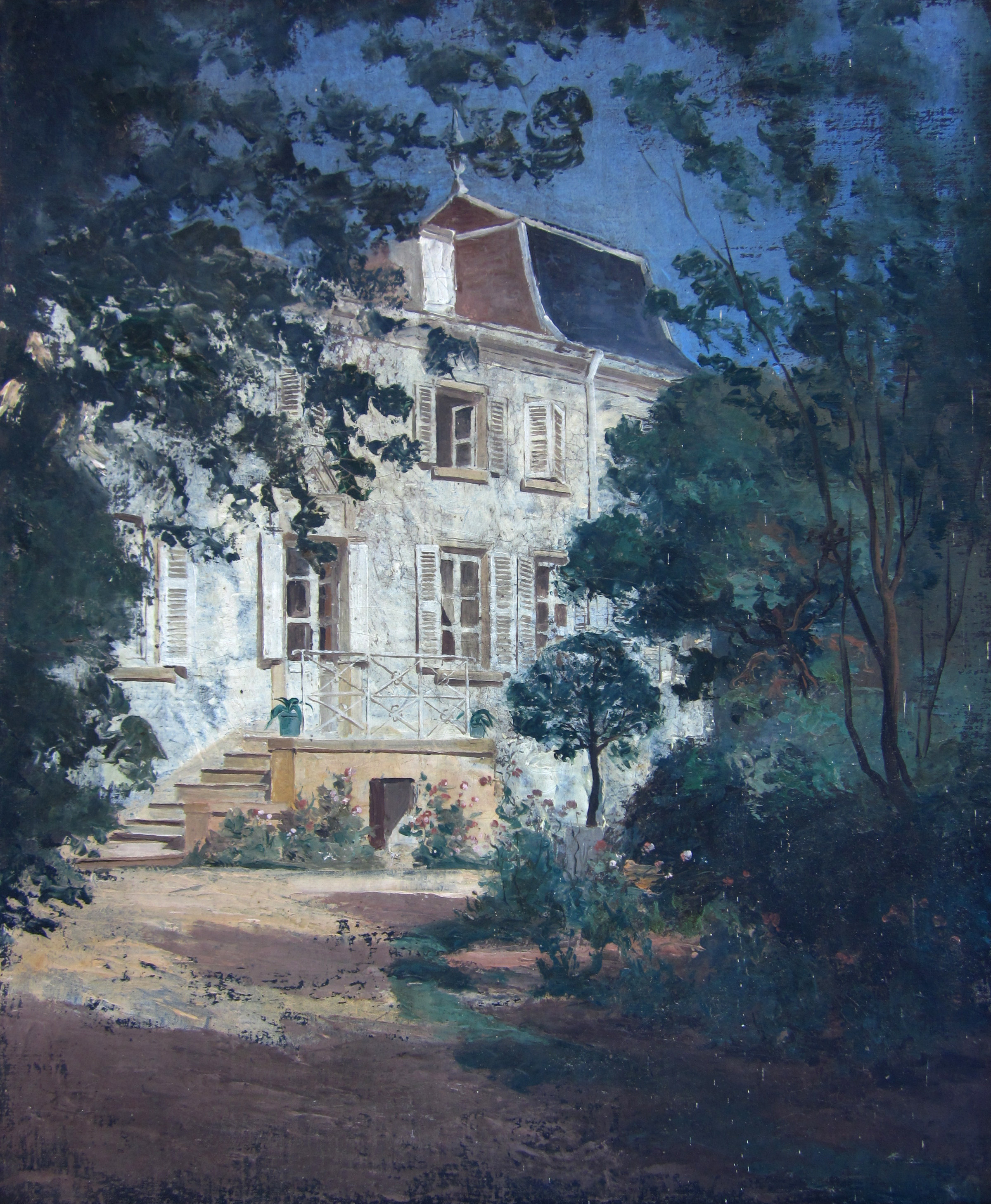
Saint-Clair-du-Rhône
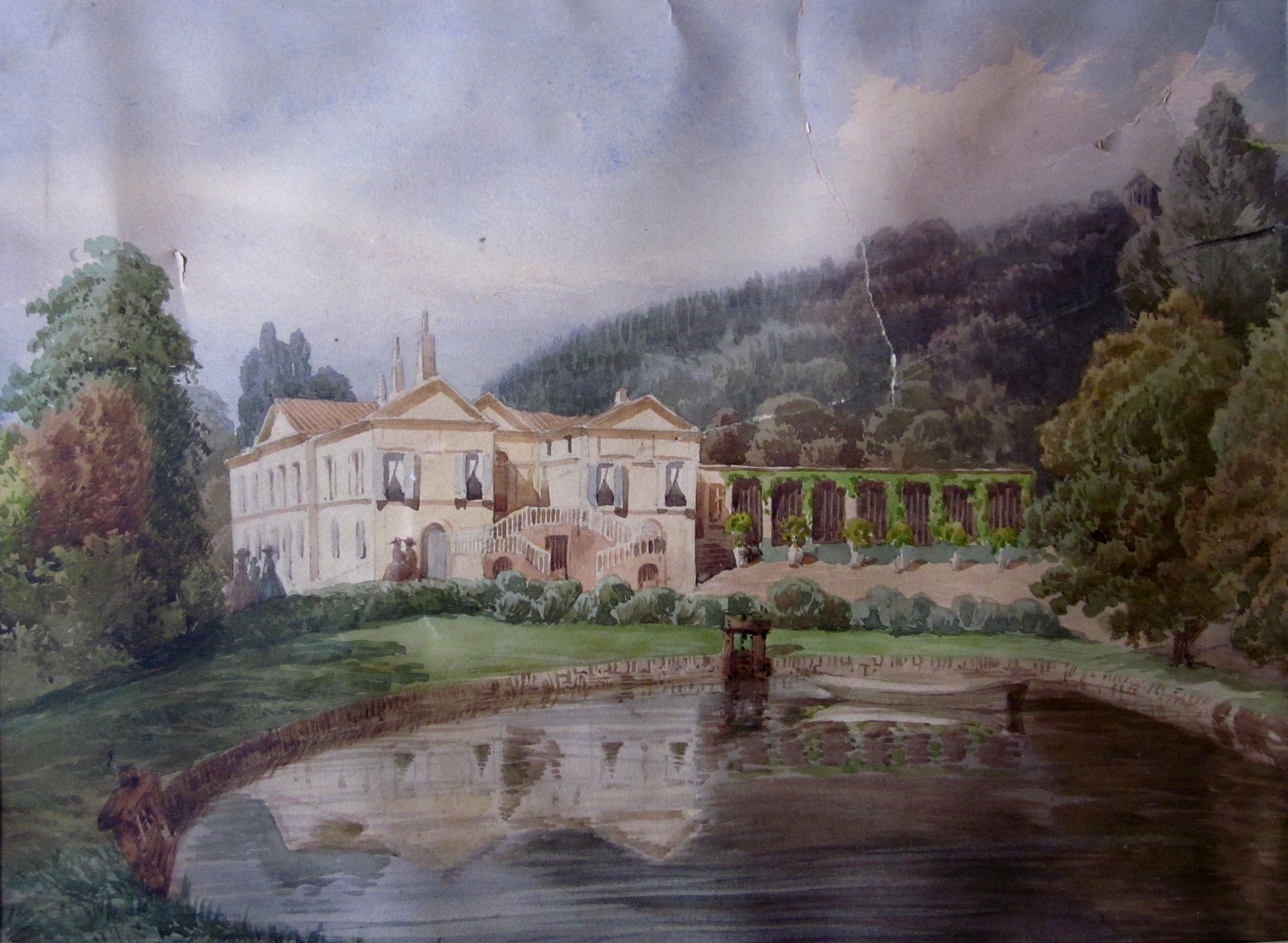
Le Château du Colombier

## Réception critique
- « Ses toiles, au ton paternaliste, qu'il accroche alors au Salon jusqu'en 1882, témoignent d'un perfectionnisme un peu laborieux mais d'un dessin probe et d'une grande sûreté dans les jeux de l'ombre et de la lumière. » - Gérald Schurr[6]